# Serres-sur-Arget
Serres-sur-Arget település Franciaországban, Ariège megyében. Lakosainak száma 772 fő (2022. január 1.). Serres-sur-Arget Alzen, Bénac, Brassac, Burret, Cadarcet, Saint-Martin-de-Caralp és Saint-Pierre-de-Rivière községekkel határos.

## Népesség
A település népessége az elmúlt években az alábbi módon változott:
| Lakosok száma | 444  | 460  | 565  | 768  | 777  | 748  | 687  | 680  | 678  | 772  |
|               | 1968 | 1982 | 1990 | 2006 | 2013 | 2015 | 2017 | 2019 | 2020 | 2022 |